# Helmuth Johannsen

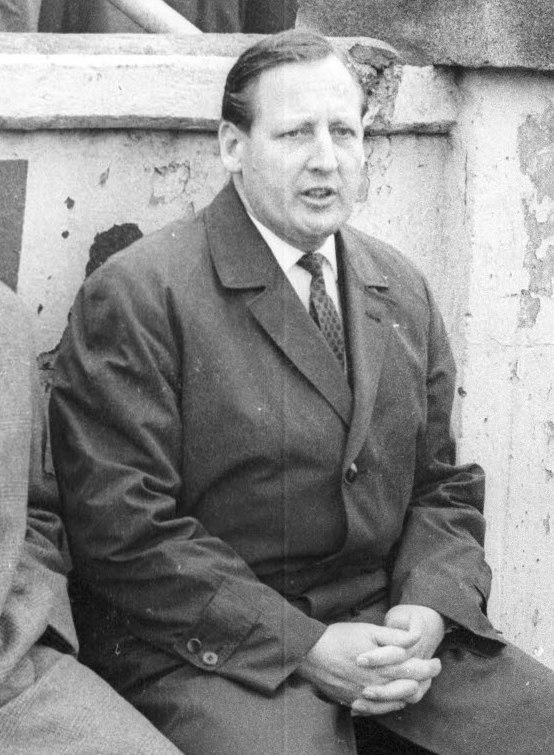
Helmuth Johannsen (1963)

Helmuth Johannsen (* 27. Februar 1920 in Hamburg; † 3. November 1998 ebenda) war ein deutscher Fußballtrainer. Er gewann mit Eintracht Braunschweig 1967 in der Bundesliga die deutsche Meisterschaft und wurde 1978 mit Grasshoppers Zürich Schweizer Meister.

## Beginn  der Trainerlaufbahn
Der aus der Jugend des FC St. Pauli Hamburg hervorgegangene Helmuth Johannsen absolvierte erfolgreich unter der Leitung von Bundestrainer Sepp Herberger im Jahre 1950 den 3. Lehrgang in der Deutschen Sporthochschule in Köln zum Fußball-Lehrer. Kollegen waren dabei Fritz Herkenrath, Karl-Heinz Heddergott, Radoslav Momirski, Hans Rohde, Rudi Schlott, Paul Schneider, Richard Schneider und Horst Stürze.
Seine Trainer-Laufbahn eröffnete er in der Oberliga Nord in der Saison 1950/51 bei Bremerhaven 93. Bis 1954 trainierte er die Bremerhavener, bis er zu Holstein Kiel wechselte. In der Saison 1956/57 belegte er mit Holstein Kiel den 2. Platz im Norden. Diether Trede, ehemaliger Stürmer der Kieler „Störche“ (158 Spiele, 37 Tore), äußert sich über Johannsen folgendermaßen:

„Schon damals eine Art Manager. Er kümmerte sich nicht nur um das Sportliche, sondern ebenso um menschliche Probleme der Spieler, um Arbeit und Wohnung, auch um Ernährungsfragen. Das Training betrieb er fast schon als Wissenschaft.“

1961 verließ Johannsen Kiel, um das Traineramt beim 1. FC Saarbrücken zu übernehmen. Dort war er bis zum Ende der Saison 1962/63 tätig. 
In der Oberliga wurde er als ein Trainer bekannt, der es verstand, langfristig zu arbeiten. Dies sollte sich dann später auch bei Eintracht Braunschweig in der Bundesliga bestätigen.

## Deutscher Meister 1967

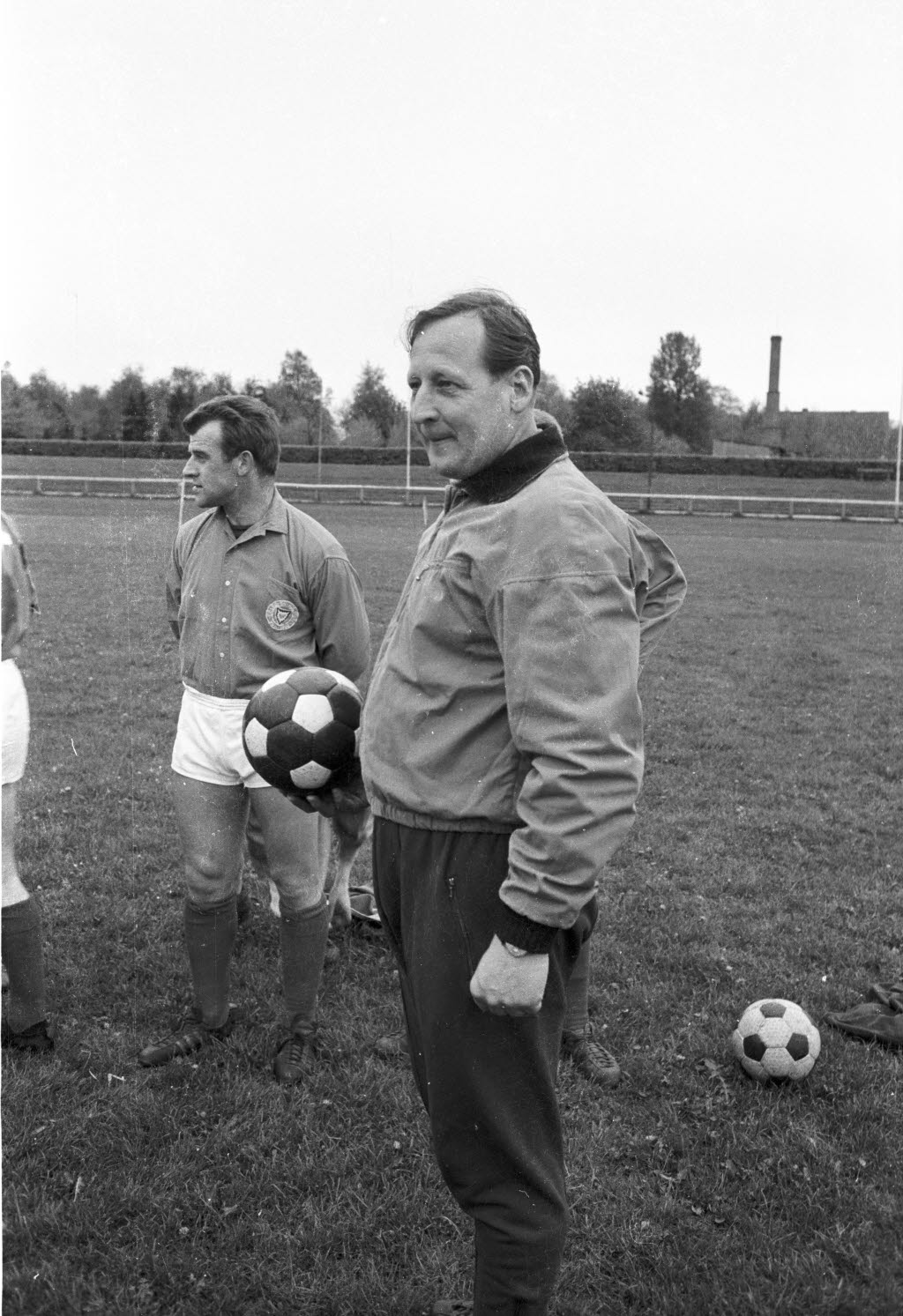
Helmuth Johannsen (1965)

Mit Beginn der Bundesliga in der Runde 1963/64 übernahm der vorherige Trainer des 1. FC Saarbrücken, Helmuth Johannsen, den Dritten der Oberliga Nord 1962/63, Eintracht Braunschweig. Braunschweig war gegenüber Hannover 96 als dritter Nordvertreter für die neue Fußball-Bundesliga neben dem Hamburger SV und Werder Bremen nominiert worden. Gemeinsam mit dem neuen Trainer kamen die zwei Spieler Peter Kaack vom VfR Neumünster und Hans-Georg Dulz vom Hamburger SV nach Braunschweig. Johannsen, ein Trainer-Typ der realistischen Zielsetzung nach klarer Analyse der Möglichkeiten des Vereines im sportlichen wie auch finanziellen Bereich, hatte als Ziel für den Verein und dadurch auch für die Spieler und Fans den Klassenerhalt ausgegeben. Mit 28:32 Punkten wurde der 11. Platz nach 30 Spielen in der Abschlusstabelle belegt und damit war der Klassenerhalt geschafft.
Die Abwehrleistung (49 Gegentore) übertraf in der Wirkung die Ausbeute des Sturmspiels (36 erzielte Treffer). Ironischerweise debütierte der Flügelstürmer Klaus Gerwien am 29. Dezember 1963 in Casablanca in der Nationalmannschaft, nicht einer aus der Reihe der Abwehrspieler Klaus Meyer, Walter Schmidt, Joachim Bäse und Kaack. Zur zweiten Bundesliga-Saison 1964/65 kamen Verstärkungen für den Sturm nach Niedersachsen. Von Arminia Hannover kam Lothar Ulsaß, und vom Absteiger 1. FC Saarbrücken wechselten die Stürmer Dieter Krafczyk und Erich Maas nach Braunschweig. Die Eintracht verbesserte sich darauf auf den 9. Rang und kam auf 42:47 Tore und 28:32 Punkte. Lothar Ulsaß spielte sofort auf gehobenem Niveau, er erzielte 12 Tore und debütierte bereits am 24. April 1965 beim Spiel in Karlsruhe gegen Zypern in der Nationalmannschaft. Wiederum war der hoch gehandelte „Abstiegsanwärter“ besser als sein Ruf gewesen.
Anfang Mai 1965 wurde Johannsen zum bislang vielleicht einzigen Bundesligatrainer, der zwei Profimannschaften gleichzeitig trainierte. Die Kieler SV Holstein hatte gerade seine erfolgreichste Saison seit der deutschen Vizemeisterschaft von 1930. Souverän führten die Störche die damals zweitklassige Regionalliga Nord bei damals nur zwei Punkten pro Sieg mit acht Punkten Vorsprung auf den FC St. Pauli an. Streitigkeiten zwischen Vereinsführung und dem zu Saisonbeginn geholten Trainer Helmut Ullmann waren endlos, so dass er einen Spieltag vor Schluss gefeuert wurde. Die Eintracht gab ihren Konsens, dass Johannsen die Kieler durch das Saisonende begleiten konnte. So saß er  am Samstag, dem 8. Mai noch in der Bundesliga bei einem bedeutungslosen Heimsieg der Eintracht auf der Bank und am nächsten Tag, dem letzten Regionalligaspieltag, beim 8:1-Auswärtssieg der Kieler über die Harburger Rasensportler, die von hier an unaufhaltsam die Reise in die unteren Amateurligen antraten. Johannsens Mannschaft war nach diesem Erfolg sogar zehn Punkte vorne, da St. Pauli zu Hause eine Rast gegen die Kellerkinder vom Verein für Volkssport aus Hildesheim einlegte, die sich den Klassenerhalt sichern wollten. 
Zur Bundesliga-Aufstiegsrunde kasernierte Johannsen seine Mannen in der Sportschule Malente ein. Verheiratete Spieler durften gelegentlich raus, die ledigen erhielten bis nach dem letzten Spiel am 26. Juni keinen Ausgang. Johannsen meinte, besonders wenn es heiß sei, sollten Spieler beim Training nichts trinken. In den Spielen stand den Kielern der von Hennes Weisweiler trainierte Regionalliga-West-Meister Borussia Mönchengladbach mit den Jungsuperstars Netzer, Heynckes und „Hacki“ Wimmer gegenüber, ferner der SSV Reutlingen, der im Süden das Rennen gegen die Beckenbauer-Müller-Maier-Bayern lange offen hielt, aber an den letzten beiden Spieltagen noch drei Punkte verlor und damit eben drei Punkte hinter Bayern nur Zweiter wurde. Der dritte Gegner der Kieler waren die Außenseiter von Wormatia Worms aus dem Südwesten. Die herausragende Leistung der Kieler erfolgte am fünften der sechs Spieltage, als sie die dann bereits quasi als Aufsteiger feststehenden Mönchengladbacher mit 4:2 niederrangen. Insgesamt wurden sie Dritte. Johannsen kehrte nach Braunschweig zurück, während Franz-Josef Hönig der einzige Spieler der Kieler wurde der mal in der Bundesliga spielte: In der späten Seeler-Ära durfte er aber die Kapitänsbinde beim Hamburger SV tragen.
In der dritten Runde Bundesliga 1965/66 setzte sich dann intern im Tor der jüngere Horst Wolter gegen den vorherigen Stammtorhüter Johannes Jäcker durch. Auch die taktische Variante der Umschulung von Jürgen Moll zu einem offensivfreudigen linken Verteidiger wurde vollzogen. Da Lothar Ulsaß seine Trefferquote sogar auf 17 Tore steigern konnte und der Flügelstürmer Erich Maas auch noch 11 Tore beisteuerte, konnte am Rundenende mit 49:49 Toren und 34:34 Punkten in der jetzt auf 18 Mannschaften erweiterten Bundesliga der 10. Rang belegt werden. Helmuth Johannsen hatte die Leistungsstärke des Teams verbessern können, die Bilanz der Rückrunde mit 20:14 Punkten belegte dies.
Im Transferbereich hielten sich die Ereignisse in Braunschweig vor der Runde 1966/67 im Rahmen der bisher praktizierten Überschaubarkeit. Von Holstein Kiel wurde der junge Stürmer Gerd Saborowski geholt, ansonsten wurde auf das gestiegene Niveau der vergangenen Rückrunde gesetzt. Nach den ersten sechs Spielen stand man mit 9:3 Punkten auf dem 1. Platz. Tatsächlich konnte dann die „Herbstmeisterschaft“ nach dem 17. Spieltag mit 22:12 Punkten, punktgleich vor dem Hamburger SV, gefeiert werden. Durch zwei Niederlagen in Folge am 30. und 31. Spieltag gegen Hannover 96 und den Karlsruher SC wurde die Entscheidung um die Meisterschaft in der Schlussphase nochmals äußerst spannend. Eintracht Frankfurt war mit 38:24 punktgleich, Titelverteidiger TSV 1860 München lag auch nur einen Punkt zurück. Am nächsten Spieltag, dem 20. Mai 1967 entschieden Lothar Ulsaß und Erich Maas mit ihren Treffern in der 84. und 89. Minute bei dem 2:1-Heimsieg gegen Borussia Mönchengladbach das Rennen für die Braunschweiger, denn Frankfurt und 1860 München verloren jeweils ihre Spiele gegen Bremen und Nürnberg. Mit dem abschließenden 4:1-Heimsieg gegen den 1. FC Nürnberg konnte dann endgültig der Deutsche Meister 1967 gekürt werden.
In der Enzyklopädie des deutschen Ligafußballs, Teil 1 aus dem Jahre 1998 steht über die Meisterschaft von Eintracht Braunschweig:

„Eine Truppe, die bis kurz vor dem Saison-Kehraus niemand so richtig ernst nahm, schnappte sich in der vierten Bundesliga-Spielzeit den Meistertitel. Am Ende lachte aber die beständige Eintracht über die pomadige Konkurrenz. ‚In Braunschweig war damals alles etwas anders als anderswo in der Bundesliga‘, erinnerte sich Torwart Horst Wolter schmunzelnd über die Verhältnisse im beschaulichen Niedersachsen: ‚Als die Kölner und andere Vereine schon in tollen Glitzertrikots aufliefen, trugen wir noch die alten Baumwoll-Hemden, die im Regen immer kleiner wurden.’“

Mit der besten Defensive der Liga, in 34 Spielen gab es nur 27 Gegentore, einer Stammformation von zwölf Spielern, einer kontinuierlich durchgehaltenen Taktik die zum Personal passte und der dazu nötigen körperlichen und fußballerischen Klasse führte Helmuth Johannsen das Team des 1. Vorsitzenden Ernst Fricke verdient zur Meisterschaft. Damit hatte er nach vier Jahren des behutsamen Aufbaus das höchste Ziel erreicht.

### Spiele im Europapokal der Landesmeister 1967/68
Nach dem Gewinn der Meisterschaft kam die Herausforderung im Europapokal der Landesmeister 1967/68. Nach kampflosem Einzug in die zweite Runde war im September 1967 der österreichische Rekordmeister SK Rapid Wien der Gegner. Obwohl es im Alltag der Bundesliga nicht gut lief, nach dem fünften Spieltag hatte man nur das negative Punktekonto von 4:6 Punkten, brachte der 2:0-Heimerfolg am 29. September durch Tore von Wolfgang Grzyb und Saborowski doch den Einzug in das Viertelfinale.
Dort standen zu Beginn der Rückrunde 1968 die Spiele gegen den italienischen Meister Juventus Turin an. Das Hinspiel in Braunschweig endete nach einer verdienten 3:1-Führung mit 3:2 beendet. In Turin brachte Juventus erst ein verwandelter Elfmeter in der 88. Spielminute den Siegtreffer zum 1:0 ein und forcierte damit ein Entscheidungsspiel. Das fand am 20. März in Bern statt und die Eintracht musste ohne Lothar Ulsaß antreten. Wieder brachten die Männer von Helmuth Johannsen eine ausgeglichene Partie zustande, die favorisierten Turiner konnten keine deutliche Überlegenheit erspielen. In der 56. Minute erzielte der Juves Schwede Roger Magnusson den spielentscheidenden Treffer zum 1:0. 
In der Bundesliga wurde die Eintracht 1968 nur noch Sechster. 1969 konnte sich die Eintracht noch einmal auf Rang vier verbessern, schrammte aber 1970 als Drittletzter mit der alternden Mannschaft nur drei Punkten Abstand auf den 17. Platz knapp am Abstieg vorbei. Damit verabschiedete sich Johannsen von der Eintracht.

### Hannover 96, Röchling Völklingen und Tennis Borussia Berlin
Zur Saison 1970/71 trat Johannsen die Nachfolge von Hans Pilz bei Hannover 96 an. Er führte die Hannoveraner, im Vorjahr noch 13., auf den neunten Rang. In der darauffolgenden Saison kassierte 96 in den ersten 15 Spielen 12 Niederlagen und lag auf dem letzten Platz. Daraufhin zeigte ihm der Vereinsvorstand die rote Karte und ersetzte ihn durch Hans Hipp, der das Abstiegsgespenst noch einmal vertreiben konnte und die Mannschaft auf den 16. Tabellenplatz, mit drei Punkten Abstand auf den 17. Rang, führte. Zu den prominentesten Hannoveranern jener Zeit gehörten Hans-Josef Hellingrath, Hans Siemensmeyer, Rudi Nafziger, Horst Bertl, Hans-Joachim Weller, Ferdinand Keller und der junge Stürmer Willi Reimann.
Im Sommer 1972 übernahm Johannsen in der Regionalliga Südwest den SV Röchling Völklingen. Er führte auf Anhieb den Verein auf den zweiten Tabellenplatz und damit in die Aufstiegsrunde zur Bundesliga im Sommer 1973. Rot-Weiss Essen war aber mit Willi Lippens, Dieter Bast, Diethelm Ferner und Wolfgang Rausch personell deutlich besser besetzt und gewann den Aufstiegsplatz.
Ab 1975 war er bei Tennis Borussia Berlin tätig. In der Datenbank von Tennis Borussia wird zu der Runde 1975/76 notiert:

„1975 übernahm Helmut Johannsen den recht demoralisierten Bundesliga-Absteiger Tennis Borussia. Der Trainer hatte einen guten Namen, seit er Eintracht Braunschweig 1967 zur deutschen Meisterschaft geführt hatte. Auch bei TeBe gelang es ihm, eine nicht allzu hoch eingeschätzte Truppe wieder auf Touren zu bringen: Ihm gelang der sofortige Wiederaufstieg in die Bundesliga 1976; TeBe wurde Meister der 2. Liga Nord vor dem Top-Favoriten Borussia Dortmund. Eine Vertragsverlängerung kam nicht zustande, weil die von Johannsen geforderten Verstärkungen der Mannschaft nicht finanziert werden konnten. Noch während der Saison kündigte er seinen Abschied an und unterschrieb in Zürich. Bis heute wird Helmut Johannsen von vielen Fans als ‚der beste TeBe-Trainer aller Zeiten‘ bezeichnet.“

Johannsen arbeitete in diesem Meister-Jahr bei TeBe u. a. mit den Spielern Ditmar Jakobs, Norbert Siegmann, Norbert Stolzenburg und Christian Sackewitz zusammen.

### Grasshopper Club Zürich
Nach dem Gastspiel in Berlin zog er 1976 in die Schweiz zum dortigen Rekordmeister, der jedoch seit dem Titelgewinn von 1956 nur noch einmal nationaler Meister werden konnte. Im Hardturmstadion konnte er dann im Jahre 1978, nachdem man sich knapp gegen Servette Genf und FC Basel durchgesetzt hatte, den Gewinn der Schweizer Meisterschaft feiern, wobei GC in der gleichen Saison auch den Schweizer Cupfinal und Liga-Cupfinal erreichen konnte. In dieser Saison allerdings noch höher einzuschätzen waren die Erfolge, die man im UEFA-Cup erreichte. Man drang bis in das Halbfinale in diesem Wettbewerb vor. Mit Erfolgen gegen BK Fram, Inter Bratislava, Dinamo Tiflis und überraschend auch gegen Eintracht Frankfurt, hatte man das Halbfinale erreicht und traf dort auf die Korsen vom SC Bastia. Zwar wurde das Heimspiel mit 3:2 Toren gewonnen, doch eine knappe 0:1-Niederlage in Bastia beendete die Europapokal-Final-Träume der Blau-Weißen aufgrund der bei unentschiedenem Gesamtstand doppelt zählenden Auswärtore. Im Europapokal der Landesmeister 1978/79 gelang dann GC die Sensation des Erfolges gegen Real Madrid. Hatte man in Madrid noch mit 1:3 verloren, so reichte der 2:0-Heimsieg zum Einzug in das Viertelfinale. Dort war dann Endstation gegen den späteren Titelgewinner Nottingham Forest, der im Halbfinale auch den Deutschen Meister 1. FC Köln mit Trainer Hennes Weisweiler ausschaltete.

## Ende der Trainerlaufbahn
Johannsen trainierte von 1979/80 bis zum Ende der Saison 1980/81 den VfL Bochum, wo er den abgewanderten Heinz Höher ablöste. Er wurde mit dem Verein in der Bundesliga 10. und 9. 
Danach ging der mittlerweile 61-Jährige wieder in die Schweiz, diesmal zum FC St. Gallen, in der vorangegangenen Saison von Willy Sommer trainiert, den er 1982/83 zum dritten Platz in der Nationalliga A und damit erstmals zur Teilnahme am UEFA-Pokal führte. Das war erst die zweite Teilnahme des Vereins an einem europäischen Pokalwettbewerb, nach dem Cupsieg von 1969, von bis dato sieben Teilnahmen. Zur Mannschaft gehörten seinerzeit unter anderem Jerzy Gorgoń, Verteidiger der goldenen Ära der polnischen Nationalmannschaft, und der spätere Trainer Christian Gross. Johannsen blieb bis 1985 beim Verein und erreichte mit den Espenmoosern am Ende nochmal einen vierten Platz. Nach Johannsen holte der Club mit Werner Olk, dem Adler von Giesing, einen milderen Trainer. Da aber mit Martin Gisinger, Gross und Gorgoń wichtige Spieler abgingen, wurde aufgrund der daraufhin folgenden sportlichen Enttäuschung der Ex-Bayernspieler im März entlassen und Johannsen kehrte bis Juni 1986 noch einmal zurück. Das änderte aber nichts am 11. Platz, den er bei seiner Wiederkunft anfand. Diesmal wurde er vom Landsmann Uwe Klimaschefski beerbt, der zwar einen Platzwart an den Pfosten binden und Spieler auf ihn schießen ließ, aber nach dennoch ausbleibender Verbesserung bald entlassen wurde, was dem glücklicheren Markus Frei einige Jahre im Rampenlicht der Nationalliga A verschaffte.
Bei seinem Heimatverein FC St. Pauli Hamburg trat Helmuth Johannsen von 1987 bis 1988 noch einmal für ein Jahr als Vizepräsident in Erscheinung, zudem war er bis zu seinem Tod Beisitzer für die Trainer am DFB-Bundesgericht.
1998 starb Johannsen als Folge einer Krebserkrankung, nachdem er noch im Sommer alle Spiele der deutschen Nationalmannschaft bei der Weltmeisterschaft in Frankreich besucht hatte. Er wurde auf dem Friedhof Ohlsdorf beigesetzt. Die Grabstätte liegt im Planquadrat U 19 in unmittelbarer Nähe von Kapelle 2.

## Daten der Laufbahn
- 1950–1954: Bremerhaven 93, Oberliga Nord
- 1954–1961: Holstein Kiel, Oberliga Nord
- 1961–1963: 1. FC Saarbrücken, Oberliga Südwest
- 1963–1970: Eintracht Braunschweig, Bundesliga
- 5.–6.1965: Holstein Kiel, Regionalliga Nord, Bundesligaaufstiegsrunde
- 1970–13. November 1971: Hannover 96, Bundesliga
- 1972–1975: Röchling Völklingen, Regionalliga Südwest/2. BL Gruppe Süd
- 1975–1976: Tennis Borussia Berlin, 2. Bundesliga Nord
- 1976–1979: Grasshopper Club Zürich, Schweiz
- 1979–1981: VfL Bochum, Bundesliga
- 1981–1985: FC St. Gallen, Schweiz
- 1986:      FC St. Gallen, Schweiz

## Privates
Johannsen war verheiratet und hatte zwei Söhne. Sein Sohn Walter Johannsen ist einer breiten Öffentlichkeit vom Fernsehen als Sportjournalist des NDR bekannt.